# Octavio Sentíes Gómez
Octavio Sentíes Gómez (Veracruz, Veracruz; 9 de febrero de 1915 - Ciudad de México, 23 de febrero de 1996) fue un político y abogado mexicano, miembro del Partido Revolucionario Institucional.
Licenciado en derecho por la UNAM (1942) donde se desempeñó como profesor. Fue miembro del PNR y del PRM. Perteneció y trabajó activamente como miembro del PRI. Ejerció su profesión como abogado transportista (1942 y 1947-70). Fue dos veces diputado federal (1943-1946) y (1970-1971). En la última ocasión fungió como presidente de la Gran Comisión de la Cámara de Diputados en 1970. Es conocido por haber ocupado el cargo de Jefe del Departamento del Distrito Federal durante el sexenio del presidente Luis Echeverría Álvarez entre 1971 y 1976.

## Reseña biográfica

### Nacimiento e infancia
Octavio Sentíes Gómez nace en el Heroico Puerto de Veracruz. Hijo de Jorge Luis Sentíes y María Elisa Gómez de Sentíes. Cursó el jardín de niños y la primaria en la escuela "José María Morelos" y la secundaria en la escuela "Francisco Javier Clavijero". Posteriormente ingresa al ilustre y renombrado Instituto Veracruzano para cursar estudios de bachillerato. Pronto mostró inclinaciones políticas convirtiéndose en presidente de la Sociedad de Alumnos. En esas épocas dirigió el periódico llamado "El Eco Estudiantil", publicación que relataba sucesos importantes de México y de eventos internacionales. Al mismo tiempo que estudiaba, trabajaba para ayudar en las necesidades económicas ejercidas en su hogar.  Fue así que comenzó la docencia auxiliar para impartir cursos intensivos a los alumnos irregulares.

### Comienzos
Al finalizar su educación preparatoria, se trasladó a la Ciudad de México y se inscribió a la Escuela Nacional de Jurisprudencia de la Universidad Nacional Autónoma de México. A su vez trabajaba para solventar sus necesidades y ahí comienza su vida política. Es a través de la Escuela de Derecho de la Universidad Nacional que establece contacto con Senadores y políticos del Estado de México. Es el senador Wenceslao Labra García quien muestra su aprecio al joven estudiante y al ganar las elecciones para gobernador en 1937, nombra a Octavio Sentíes su Secretario particular. En 1935 realiza su campaña política para candidato a diputado federal por el Partido de la Revolución Mexicana (PRM) por el distrito electoral de Lerma, Estado de México. Fue así diputado federal de la XXXIX Legislatura del Congreso de la Unión. La segunda ocasión como candidato a diputado federal del PRI por el distrito de Texcoco, integrándose como diputado de la XLVIII Legislatura del Congreso de la Unión en 1970, y fue nombrado presidente de la Gran Comisión de la Cámara de Diputados. Sin embargo, fue poco el tiempo que Octavio Sentíes se desenvolvió en estas "nuevas e importantes funciones durante un breve tiempo; ya que los deplorables y sangrientos sucesos ocurridos el "jueves de Corpus" de 1971 condujeron a la renuncia del Lic. Alfonso Martínez Domínguez al gobierno del Distrito Federal; jefatura para la cual fue designado, por el primer magistrado de la nación, precisamente el legislador Sentíes; quien de esta manera se integró al gabinete del Poder Ejecutivo Federal; motivo por el cual tuvo que pedir licencia al puesto de diputado que venía desempeñando con gran capacidad y celo político." [2]  Octavio Sentíes arribó al puesto en medio de una grave crisis política que fue provocada por la situación que prevalencia entre el comunismo mexicano y diversas fuerzas políticas así como organizaciones de ideología socialista como la "Liga 23 de septiembre". Más grave aún es la aparente colaboración del gobierno del Distrito Federal, y posiblemente del gobierno federal, con los "Halcones", paramilitares de derecha que llevaron a cabo la masacre de estudiantes el 10 de junio, según sugieren fuentes del National Security Archive de los Estados Unidos. Aún queda mucho por esclarecer. Sentíes dice que afrontó aquella situación inestable y tensa "que podía desbordarse y provocar un conflicto que hubiese alcanzado proporciones incontrolables e incendiarias.  Sin embargo, Sentíes consciente del momento histórico que estaba viviendo supo actuar con toda oportunidad... con experiencia política, don de genete y trato diplomático y su humanismo proverbial, pudo capear exitosamente aquel temporal que por momentos parecía quedar fuera de control." [3]

### Regencia del DDF
El gobierno del Distrito Federal encabezado por Octavio Sentíes Gómez pudo dirigir sus mejores esfuerzos a la planeación y ejecución de obras de infraestructura. Promovió la "Reforma Administrativa del Distrito Federal" y modificó radicalmente las rutas políticas acostumbradas al desconcentrar el gobierno en "16 Delegaciones Políticas" e instaló el "Tribunal de lo Contencioso Administrativo" y las Diversas "Juntas de Vecinos" y renovó adecuadamente el "Teatro de la Ciudad". Así mismo remodeló el centro histórico de la capital y reforestó las áreas verdes del Distrito Federal como en el caso de Ajusco. Construyó la Tercera Sección del Bosque de Chapultepec para aumentar las opciones de recreo de los capitalinos. La obra más destacada durante su gestión fue la terminación del "Drenaje Profundo" que representó el 87% del volumen total de los trabajos realizados y de la inversión, constituyéndose como el más importante esfuerzo constructivo y financiero de la administración para la ciudad.  Una obra vial relevante en su gestión fue la realización del Circuito Interior, que comenzó a finales de 1972 y se finalizó en breve plazo.
El 8 de enero de 1974, Sentíes Gómez estuvo presente junto a varios funcionarios de gobierno y presidente Luis Echeverría Álvarez en el velorio del muralista David Alfaro Siqueiros realizado en el Palacio de Bellas Artes para darle el pésame a su viuda Angélica Arenal Bastar de Alfaro Siqueiros y para montar guardia junto a su féretro.

## Vida personal
Octavio Sentíes tuvo la desgracia de perder a su madre cuando solo tenía 4 años de edad. El y sus cinco hermanos y hermanas quedaron huérfanos de madre y fueron separados para vivir con diferentes tías. Su libro favorito de niño era "Corazón. Diario de un niño" y uno de sus poetas favoritos fue "Salvador Díaz Mirón" a quien tuvo la fortuna de conocer durante su infancia. Durante su estancia en Toluca conoció en un baile a María del Carmen Echeverría Mondragón con quien contrajo matrimonio. Posteriormente tuvieron dos hijas, Yolanda y Sylvia, ambas profesionistas, Química Farmacobióloga, la primera, y Médico Veterinaria Zootecnista, la segunda. Los últimos años de Octavio Sentíes los dedicó a la abogacía y a su permanente trabajo político en el Partido Revolucionario Institucional, así como a su familia.  

### Otros afines
Octavio Sentíes fundó conjuntamente con miembros de la comunidad española la Fraternidad Iberoamericana